# پراویدنس اکوتی
پراویدنس اکوتی (انگلیسی: Providence Equity) شرکت سرمایه‌گذاری آمریکایی است، که در سال ۱۹۸۹ توسط جاناتون میلتون نلسون تأسیس شد.